# Jurij Baturin
Jurij Michajlovič Baturin, (rusky Юрий Михайлович Батурин; * 12. června 1949 v Moskvě, SSSR), je ruský politik a kosmonaut, který dvakrát letěl do vesmíru v lodích Sojuz, poprvé na vesmírnou stanici Mir a podruhé na Mezinárodní vesmírnou stanici (ISS).

## Stručný životopis
Ve svém rodné Moskvě absolvoval řadu škol. V roce 1973 ukončil studium na Moskevském fyzikálně-technickém institutu s titulem inženýr fyziky a začal pracovat u NPO Energija v Moskvě. O sedm let později absolvoval Lomonosovovu univerzitu (mj. obor žurnalistika). V roce 1990 následovala vědecká stáž na Kennan Institute v USA a pak se dostal do kanceláře prezidenta Jelcina jako jeho konzultant. V letech 1991 – 1997 byl zaměstnán na fakultě žurnalistiky Lomonosovovy univerzity. V roce 1993 byl zvolen do Prezidentského sovětu v Moskvě a převzal řadu řídících funkcí. V roce 1997 se dostal do týmu kosmonautů, prodělal výcvik a rok poté již do vesmíru letěl poprvé. Po návratu sice v týmu zůstal, ale věnoval se práci pro Novaja gazeta a pak šel učit jako profesor politické analýzy na Moskevský inženýrsko-fyzikální institut. V roce 2000 absolvoval vojenskou akademii Generálního štábu Ruské federace a pak se vrátil pracovat i do výcviku v Hvězdném městečku. V roce 2001 letěl do vesmíru podruhé.
V roce 2005, kdy mu bylo 56 roků, se byl léčit v českých Teplicích a poskytl zde i své úvahy k budoucnosti některých projektů kosmonautiky. Téhož roku byl hostem Týdne ruské kultury v Drážďanech.

## Lety do vesmíru
V srpnu 1998 se stal 382 kosmonautem Země, když letěl v kosmické lodi Sojuz TM-28. Na palubě lodi, která odstartovala jako všechny ruské z kosmodromu Bajkonur, s ním byli kosmonauti Gennadij Padalka a Sergej Avdějev. Připojili se k orbitální stanici Mir, kde sloužila 26. stálá posádka, společně zde 10 dní pracovali a Baturin pak na palubě Sojuzu TM-27 spolu s původní posádkou odletěl na Zem. Padalka s Avdějevem na Miru zůstali jako nová stálá posádka.
O necelé tři roky později (bylo mu 51 roků) letěl podruhé se Sojuzem TM-32. Letěl s ním kosmický turista Američan Dennis Tito a Talgat Musabajev z Kazachstánu. Cílem letu bylo vyměnit dosluhující kosmickou loď Sojuz TM-31, která byla delší dobu zaparkována jako záchranná loď u orbitální stanice ISS: Na stanici pobyli 7 dní a pak v lodi Sojuz TM-31 společně všichni tři odletěli na Zem s přistáním v Kazachstánu.
- Sojuz TM-28 - Mir - Sojuz TM-27, start 13. srpna 1998, přistání 25. srpna 1998.
- Sojuz TM-32 - ISS - Sojuz TM-31, start 28. dubna 2001, přistání 6. května 2001.

Při svých dvou letech strávil ve vesmíru 19 dní.

## Vyznamenání
- Letec-kosmonaut Ruské federace (1998),[2]
- Hrdina Ruské federace (28. září 2011),[2]